# Partido Social Liberal
O Partido Social Liberal (PSL) foi um partido político brasileiro que se fundiu com o Democratas para formar o União Brasil (UNIÃO), conforme decidido em convenção por ambos em 6 de outubro de 2021, e sendo aprovado em 8 de fevereiro de 2022 pelo TSE. Foi historicamente alinhado ao social-liberalismo até se voltar ao liberalismo apenas no âmbito econômico, defendendo o conservadorismo social. O partido foi fundado pelo empresário pernambucano Luciano Bivar em 1994, tendo sido registrado oficialmente em 1998.
Tendo pouca expressão política durante seus primeiros vinte anos de existência, o PSL conseguiu pela primeira vez participar de uma eleição presidencial em 2006 com a candidatura do presidente e fundador do partido Luciano Bivar, que terminou a eleição em penúltimo lugar com menos de um porcento dos votos válidos. O partido passou por uma grande reestruturação entre 2015 e 2018, abrigando o movimento liberal Livres, mas mesmo assim sem muita expressão política, nunca tendo elegido mais de 1 deputado até 2018 com a chegada de Jair Bolsonaro ao partido, quando recebeu diversos deputados vindos de vários partidos. Em 2018, com a filiação do então deputado federal Jair Bolsonaro e a saída do Livres, o partido abandonou o social-liberalismo e passou a adotar o conservadorismo e o liberalismo econômico. Nas eleições de 2018 o PSL tornou-se o segundo maior partido do Brasil em número de parlamentares eleitos na Câmara dos Deputados, perdendo apenas para o Partido dos Trabalhadores. Além disso, o partido elegeu Jair Bolsonaro como presidente do Brasil.

## História

### Fundação e primeiras eleições

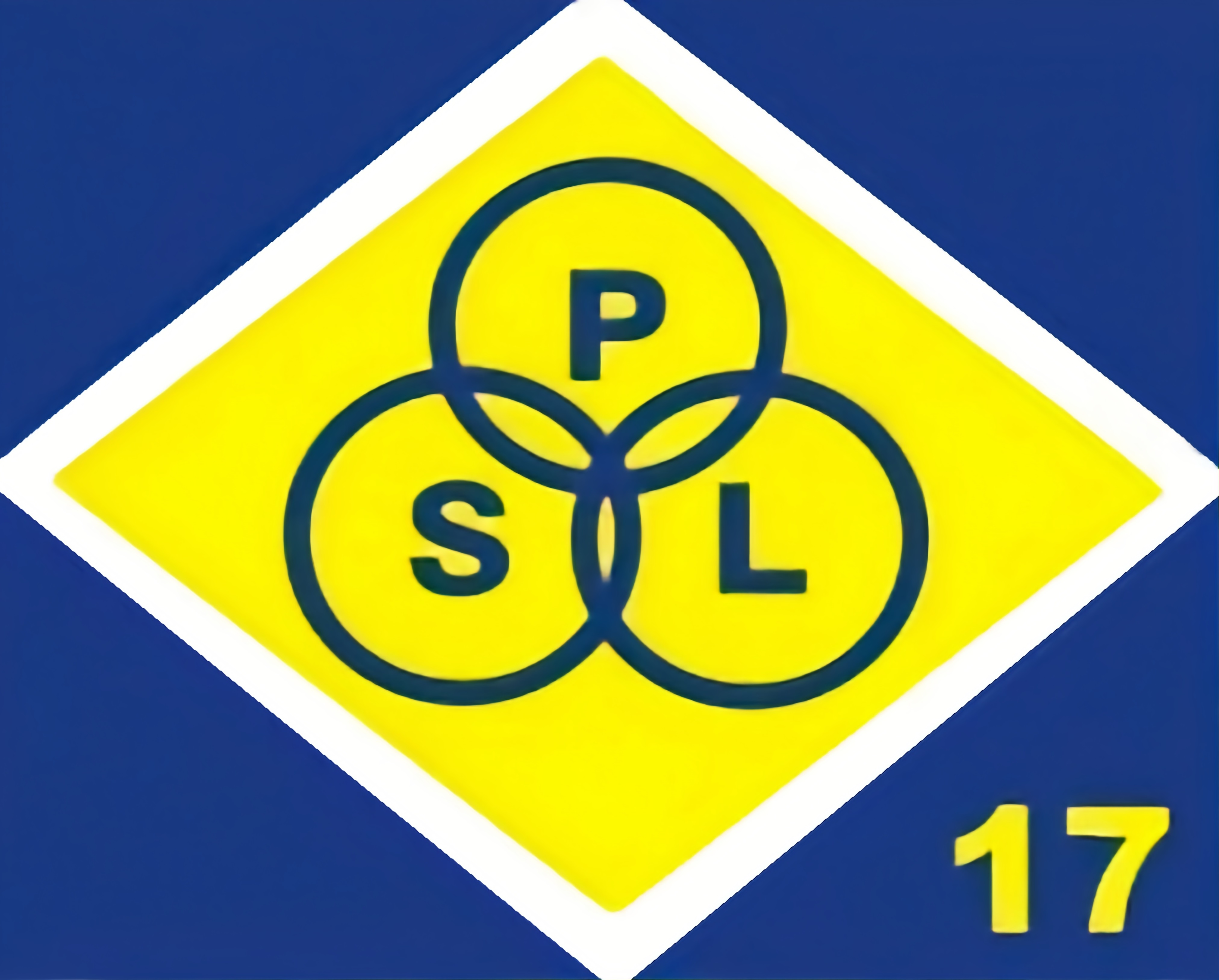
Logotipo utilizado pelo PSL de 1994 até 2006

O partido foi fundado em 30 de outubro de 1994 e obteve registro definitivo em 2 de junho de 1998. Sua ideologia original era o social-liberalismo, defendendo uma menor participação do Estado na economia, mas com o direcionamento total dos recursos arrecadados pelo Estado para a saúde, a educação e a segurança. A primeira eleição que contou com a participação do partido foi a eleição municipal de 1996, já sob o comando de Luciano Caldas Bivar. Nas eleições o partido conseguiu se coligar com nomes fortes, como em São Paulo, onde apoiou a campanha de José Serra do PSDB, e em Recife, onde apoiou João Braga, também filiado ao PSDB. Além disso, no Rio de Janeiro o partido tentou emplacar uma candidatura própria encabeçada por Paulo Memória, que acabou terminando a eleição com menos de um porcento dos votos.
Nas eleições gerais de 1998, o partido conseguiu eleger seu primeiro deputado federal, o presidente do PSL Luciano Bivar. Além disso, o partido conseguiu eleger dez deputados nas assembleias legislativas, sendo cinco deles no nordeste e cinco deles no norte. O partido não apoiou nenhum presidenciável e não conseguiu nenhuma cadeira no Senado Federal. Na eleição seguinte de 2002 o partido recebeu destaque após eleger o seu primeiro governador, Flamarion Portela, pelo estado de Roraima.

### Candidatura à presidência em 2006
Na eleição presidencial de 2006, a convenção nacional do PSL decidiu lançar a candidatura própria de Luciano Bivar para presidente, tendo como vice o economista Américo de Souza. De início, a candidatura chamou atenção pelo fato de que, Bivar, até então desconhecido, era o candidato com maior patrimônio declarado ao Tribunal Superior Eleitoral. A campanha de Bivar propunha que o candidato fosse uma espécie de terceira via na polarização entre o PT e o PSDB. A principal bandeira da campanha foi a proposta elaborada pelo economista Marcos Cintra da criação do Imposto Único Federal, que eliminaria os demais tributos da União. Além disso, Bivar defendia a privatização de presídios, a legalização da pena de morte e uma proposta ousada que propunha construir uma autoestrada que cruzasse o país, assim, o dinheiro arrecadado nos pedágios da rodovia seria utilizado para abater a dívida externa do Brasil. Durante a sua campanha, o candidato atacou veículos midiáticos, inclusive, afirmando que a mídia não o deixava expor seu plano de governo. Bivar acabou tendo um fraco desempenho eleitoral com somente 0,06% dos votos, ficando em penúltimo lugar, na frente apenas de Rui Costa Pimenta do PCO que teve sua candidatura impugnada.

### Tentativa de candidatura e eleições 2014
Na eleição presidencial de 2010, o partido tentou novamente lançar uma candidatura própria à presidência tendo o economista Américo de Souza, que foi candidato à vice-presidência pelo partido em 2006, como presidenciável. Porém, o partido acabou desistindo da candidatura quatro meses antes da eleição atribuindo a retirada à decisão do Tribunal Superior Eleitoral (TSE) que limitava a participação de candidatos à presidência em campanhas regionais. Entretanto, Américo tentou registrar sua candidatura mesmo com a decisão do partido. O registro da candidatura não foi aprovada pelo TSE, fazendo com que o economista não conseguisse concorrer à presidência.
Na eleição presidencial de 2014, o partido apoiou a coligação "Unidos Pelo Brasil", que lançou a candidatura do ex-governador de Pernambuco Eduardo Campos à presidência. Porém, no dia 13 de agosto, Eduardo Campos acabou falecendo em um acidente aéreo que vitimou outras seis pessoas. Com a morte de Campos, a coligação decidiu lançar a candidatura de Marina Silva. Tal decisão não agradou o PSL, que anunciou que sairia da coligação por não ter participado da escolha do nome. Tal ideia foi descartada dias depois. Marina Silva ficou em terceiro lugar nas eleições. No segundo turno, o partido apoiou Aécio Neves do PSDB, que perdeu a eleição para a então presidente Dilma Rousseff.

### Formação e saída do Livres e filiação e saída de Bolsonaro

Logo utilizado pelo partido entre 2015 e 2017, enquanto abrigava o Livres.

Em 2015 o partido passou por uma reestruturação interna. O partido passou a abrigar o movimento de corrente liberal e libertária "Livres". Um dos principais impulsionadores do movimento foi o filho de Luciano Bivar, Sérgio Bivar. Em 2017, o partido ingressou com um pedido no Tribunal Superior Eleitoral para realizar a mudança de nome para "LIVRES", efetivando assim o movimento interno.

Em janeiro de 2018, após desistir de ir para o Patriota, o então deputado e pré-candidato a presidência Jair Bolsonaro se reuniu com Luciano Bivar para tratar de uma possível filiação ao partido. O Livres rechaçou a possível filiação, alegando que a vinda de Bolsonaro iria contra as ideias do movimento. Em 5 de janeiro de 2018, contrariando o Livres, Bivar anunciou a filiação de Bolsonaro ao PSL. No mesmo dia, o Livres anunciou a sua saída do partido e pediu para que seus membros se desfiliassem. Com a vinda do presidenciável, a possibilidade de uma mudança de nome para "Mobiliza" ou "Republicano" chegou a discutida, porém a ideia não foi para frente. Além disso, o PSL esperava obter até o final da janela partidária cerca de 20 parlamentares, porém obteve apenas 9.

Bolsonaro comemorando o resultado da convenção que o escolheu como sendo candidato à presidência pelo PSL.

Em 22 de julho de 2018 Bolsonaro foi escolhido como candidato à presidência pelo partido com 96 votos. Inicialmente, o candidato à vice-presidência foi o membro da família imperial brasileira Luiz Philippe de Orléans e Bragança, porém, em 5 de agosto, o general Hamilton Mourão, filiado ao PRTB, foi escolhido como sendo o vice-presidente da chapa. Assim, o partido formalizou a coligação "Brasil Acima de tudo, Deus acima de Todos" formada pelo PSL e pelo PRTB.
Nas Eleições gerais de 2018 o partido teve o seu melhor desempenho, elegendo 52 deputados federais , incluindo Eduardo Bolsonaro que foi o deputado federal mais votado da história do Brasil com 1.843.735 votos. Nas assembleias legislativas o partido conseguiu eleger 76 deputados estaduais, sendo a deputada Janaina Paschoal, eleita para a Assembleia Legislativa de São Paulo, a candidata mais votada da história do país, com dois milhões de votos. No Senado Federal, o partido elegeu quatro senadores, sendo eles Soraya Thronicke (MS), Selma Arruda (MT), Flávio Bolsonaro (RJ) e Major Olímpio (SP). Com estes resultados o PSL se tornou o segundo maior partido na Câmara dos Deputados, atrás apenas do PT.
Em 28 de outubro, Jair Bolsonaro é eleito o 38º Presidente do Brasil com 55,13% dos votos válidos. Bolsonaro toma posse no dia 1 de janeiro de 2019 como sendo o primeiro presidente eleito pelo PSL. Em fevereiro, com a vinda de deputados de outras legendas, o partido ultrapassou o PT e tornou-se a maior legenda na Câmara dos Deputados.
Em 2019, após uma série de conflitos internos causados pelas denúncias envolvendo candidatos-laranja no partido, as relações entre Bolsonaro e o presidente do partido Luciano Bivar começaram a se deteriorar. Durante uma entrevista em frente ao palácio do Planalto, Bolsonaro sugeriu a um partidário que ele "esquecesse o PSL, já que Luciano Bivar está queimado demais".
O rompimento entre Bolsonaro, seus apoiadores e o PSL veio a se concretizar em 12 de novembro de 2019, quando Bolsonaro anunciou oficialmente a sua desfiliação do PSL e a criação de um novo partido, a Aliança pelo Brasil (ALIANÇA) e juntamente com ele outros 30 deputados do PSL anunciaram que iriam seguir Bolsonaro.
Nas eleições municipais de 2020, o partido elegeu 89 prefeituras e 1205 vereadores.
Com a cisão com Bolsonaro, o partido pode retornar a se aproximar do liberalismo. Evidência disso foi a filiação do vereador de São Paulo Rubinho Nunes, um liberal membro do MBL, e até conquistando a filiação de Arthur do Val e Datena. Com a presença de Arthur do Val e Rubinho no partido, formou-se uma tendência ligada ao Movimento Brasil Livre (MBL) e ao liberalismo clássico.

### Fusão com o Democratas
Em 6 de outubro de 2021, todas as convenções do PSL, aprovaram a fusão com o Democratas (DEM). O novo partido foi denominado União Brasil e, após a fusão passar pelas convenções partidárias, foi homologada pelo Tribunal Superior Eleitoral (TSE), em 8 de fevereiro de 2022.
|                                               |  |                                               | Partido Social Liberal (PSL) 1994–2022    | Partido Social Liberal (PSL) 1994–2022          |  | União Brasil (UNIÃO) 2022–presente              | União Brasil (UNIÃO) 2022–presente  | União Brasil (UNIÃO) 2022–presente |
| Aliança Renovadora Nacional (ARENA) 1966–1979 |  | Partido da Frente Liberal (PFL) 1985–2007     | Partido da Frente Liberal (PFL) 1985–2007 | Democratas (DEM) 2007–2022                      |  | União Brasil (UNIÃO) 2022–presente              | União Brasil (UNIÃO) 2022–presente  | União Brasil (UNIÃO) 2022–presente |
| Aliança Renovadora Nacional (ARENA) 1966–1979 |  | Partido Democrático Social (PDS) 1980–1993    |                                           | Partido Progressista Reformador (PPR) 1993–1995 |  | Partido Progressista Brasileiro (PPB) 1995–2003 | Partido Progressista (PP) 2003–2017 | Progressistas (PP) 2017–presente   |
|                                               |  | Partido Democrata Cristão (PDC) 1985–1993     |                                           | Partido Progressista Reformador (PPR) 1993–1995 |  | Partido Progressista Brasileiro (PPB) 1995–2003 | Partido Progressista (PP) 2003–2017 | Progressistas (PP) 2017–presente   |
|                                               |  | Partido Social Trabalhista (PST) 1988–1993    |                                           | Partido Progressista (PP) 1993–1995             |  | Partido Progressista Brasileiro (PPB) 1995–2003 | Partido Progressista (PP) 2003–2017 | Progressistas (PP) 2017–presente   |
|                                               |  | Partido Trabalhista Renovador (PTR) 1985–1993 |                                           | Partido Progressista (PP) 1993–1995             |  | Partido Progressista Brasileiro (PPB) 1995–2003 | Partido Progressista (PP) 2003–2017 | Progressistas (PP) 2017–presente   |

## Organização

### Programa ideológico
Desde a entrada de Bolsonaro e a saída do Livres, o partido se afastou de suas raízes sociais-liberais e adotou posições conservadoras. No final de sua existência, o partido ainda defendeu um modelo econômico liberal, porém se classificou como "conservador nos costumes". O partido se posicionou a favor da legalização do porte de armas de fogo (portanto a favor da revogação do Estatuto do Desarmamento) e contra o aborto, o casamento entre pessoas do mesmo sexo e o ensino da Identidade de gênero nas escolas. Segundo estudo de Adriano Codato, cientista político e coordenador do Observatório de Elites Políticas e Sociais do Brasil da UFPR, o partido foi considerado uma sigla de direita, enquanto que o cientista político Claudio Couto, em entrevista ao jornal Estado de S. Paulo, classificou o partido como de extrema-direita.
Desde a abertura da janela partidária em 2018, o partido contou com uma ala monarquista, liderada pelo futuro deputado Luiz Philippe de Orléans e Bragança, que defendeu a restauração da monarquia no Brasil por meio de um referendo, sendo assim o primeiro grande partido desde 1889 a possuir uma expressiva fração monarquista.

### Presidentes nacionais
O partido teve como líder um presidente, que era eleito por meio de uma convenção nacional.
| Foto | Nome             | Mandato | Mandato | Notas e Referências |
| Foto | Nome             | Início  | Fim     | Notas e Referências |
| ---- | ---------------- | ------- | ------- | --- |
|      | Luciano Bivar    | 1998    | 2018    | Primeiro presidente e membro fundador do partido. Se licenciou da presidência do PSL em 2018 para concorrer à uma vaga de deputado federal em Pernambuco. |
|      | Gustavo Bebianno | 2018    | 2018    | Assumiu após Luciano Bivar pedir licença do cargo. Deixou o comando do partido horas depois da eleição de Bolsonaro para Presidente da República.         |
|      | Antonio de Rueda | 2018    | 2018    | Vice-presidente, assumiu como presidente interino. |
|      | Luciano Bivar    | 2018    | 2022    | Foi reconduzido ao cargo de presidente do partido no dia 16 de novembro de 2018. Permaneceu até a fusão do partido com o Democratas.                      |

### Líderes no Congresso
| Foto                    | Nome                    | Mandato                 | Mandato                 | Notas e Referências                                 |
| Foto                    | Nome                    | Início                  | Fim                     | Notas e Referências                                 |
| Na Câmara dos Deputados | Na Câmara dos Deputados | Na Câmara dos Deputados | Na Câmara dos Deputados | Na Câmara dos Deputados                             |
| ----------------------- | ----------------------- | ----------------------- | ----------------------- | --------------------------------------------------- |
|                         | Joice Hasselmann        | 4 de março de 2020      | 8 de fevereiro de 2022  | Permaneceu até a fusão do partido com o Democratas. |
| No Senado Federal       |                         |                         |                         |                                                     |
|                         | Soraya Thronicke        | Março de 2021           | Fevereiro de 2022       | Permaneceu até a fusão do partido com o Democratas. |

### Número de filiados
| Data      | Filiados | Crescimento anual | Crescimento anual |
| --------- | -------- | ----------------- | ----------------- |
| out./2002 | 99.842   | -                 | -                 |
| jul./2004 | 140.699  | 40.857            | +40,9%            |
| nov./2005 | 136.843  | 3.856             | -2,7%             |
| dez./2006 | 136.635  | 208               | -0,1%             |
| dez./2007 | 157.127  | 20.492            | +14,9%            |
| dez./2008 | 158.418  | 1.291             | +0,8%             |
| dez./2009 | 146.936  | 11.482            | -7,2%             |
| dez./2010 | 168.725  | 21.789            | +14,8%            |
| dez./2011 | 195.882  | 27.157            | +16%              |
| dez./2012 | 200.011  | 4.129             | +2,1%             |
| dez./2016 | 200.617  | 606               | +0,3%             |
| dez./2014 | 200.360  | 253               | -0,1%             |
| dez./2015 | 205.588  | 5.528             | +2,6%             |
| dez./2016 | 226.503  | 20.915            | +10,1%            |
| dez./2017 | 227.776  | 1.273             | +0,5%             |
| dez./2018 | 241.086  | 13.310            | +5,8%             |
| dez./2019 | 347.867  | 106.781           | +44,2%            |
| dez./2020 | 464.603  | 116.736           | +33,5%            |
| dez./2021 | 74.760   | 389.843           | -83,9%            |

## Desempenho eleitoral

### Eleições estaduais e municipais
Foram eleitos às assembleias legislativas estaduais dez deputados em 1998, treze em 2002 e oito em 2006. Já para o cargo de prefeito o partido elegeu onze candidatos em 1996, vinte e seis em 2000 e vinte e cinco em 2004. A participação do partido nas esferas estaduais e municipal se deu, ao longo dos anos, em todas as regiões do país - norte, nordeste, sul, sudeste e centro-oeste.

### Eleições parlamentares federais
O único deputado do partido de 1999 a 2007 e de 2011 a 2019 é Luciano Bivar. Não houve deputado de 2007 a 2011, pois Bivar foi candidato em 2006 á presidência da República.
| Legislatura      | Bancada  | %    | ±  |
| ---------------- | -------- | ---- | -- |
| 56.ª (2019-2023) | 52 / 513 | 10,1 | 51 |
| 55.ª (2015-2019) | 1 / 513  | 0,19 | 0  |
| 54.ª (2011-2015) | 1 / 513  | 0,19 | 1  |
| 53.ª (2007-2011) | 0 / 513  | 0,00 | 1  |
| 52.ª (2003-2007) | 1 / 513  | 0,19 | 0  |
| 51.ª (1999-2003) | 1 / 513  | 0,19 | –  |

| Legislatura      | Bancada | %    | ± |
| ---------------- | ------- | ---- | - |
| 56.ª (2019-2023) | 4 / 81  | 4,9  | 4 |
| 55.ª (2015-2019) | 0 / 81  | 0,00 | 0 |
| 54.ª (2011-2015) | 0 / 81  | 0,00 | 0 |
| 53.ª (2007-2011) | 0 / 81  | 0,00 | 0 |
| 52.ª (2003-2007) | 0 / 81  | 0,00 | 0 |
| 51.ª (1999-2003) | 0 / 81  | 0,00 | – |

### Eleições presidenciais
| Ano  | Imagem                                                         | Candidato(a) a Presidente | Candidato a Vice-Presidente | Coligação                                              | Votos               | Posição |
| ---- | -------------------------------------------------------------- | ------------------------- | --------------------------- | ------------------------------------------------------ | ------------------- | ------- |
| 2006 |                                                                | Luciano Bivar (PSL)       | Américo de Souza (PSL)      | Sem coligação                                          | 62.064 (0,06%)      | 7ª      |
| 2014 |                                                                | Marina Silva (PSB)        | Beto Albuquerque (PSB)      | Unidos pelo Brasil (PSB, PHS, PRP, PPS, PPL e PSL)     | 22.176.619 (21,32%) | 3ª      |
| 2014 | Segundo turno: apoio ao candidato derrotado Aécio Neves (PSDB) |                           |                             |                                                        |                     |         |
| 2018 |                                                                | Jair Bolsonaro (PSL)      | Hamilton Mourão (PRTB)      | Brasil Acima de Tudo, Deus Acima de Todos (PSL e PRTB) | 57.797.847 (55,13%) | 1ª      |

## Presidentes do Brasil
| Nome           | Retrato | Estado de origem | Período dos mandatos                                       |
| -------------- | ------- | ---------------- | ---------------------------------------------------------- |
| Jair Bolsonaro |         | São Paulo        | 1 de janeiro - 19 de novembro de 2019 (como membro do PSL) |

## Investigações

### Candidatos laranja
Em 2019 houve divulgações na imprensa envolvendo o diretório do PSL em Minas Gerais presidido por Marcelo Álvaro Antônio, ex-ministro do Turismo, de suposto repasse de verba pública para candidaturas laranjas de pessoas próximas de assessores.
Em 18 de fevereiro de 2019 o presidente Jair Bolsonaro exonera Gustavo Bebianno do cargo de ministro da Secretaria-Geral da Presidência da República após desentendimentos deste com um dos filhos do presidente após divulgações de Bebiano, quando presidente nacional do PSL autorizou repasse de verba proveniente de dinheiro de fundo partidário para uma candidata em Pernambuco, por sua vez, Bebiano chegou a declarar que a responsabilidade pelo diretório de Pernambuco era por conta de Luciano Bivar.
Em 2019, Bivar foi indiciado no âmbito de um inquérito que apurava a existência de um esquema de candidaturas laranjas no PSL, partido que antecedeu a União Brasil, na última eleição nacional; a investigação diz respeito a possíveis fraudes cometidas com candidaturas femininas que serviram apenas de fachada quando na verdade as verbas direcionadas a elas eram usadas por candidatos homens. Uma das mulheres envolvidas no esquema, que era secretária administrativa do PSL em Pernambuco, recebeu R$ 400 mil de dinheiro público eleitoral e declarou ter gastado R$ 380 mil em uma gráfica de fachada. E, apesar do alto volume de recursos que recebeu, obteve apenas 274 votos.